# Hrabstwo Poweshiek

Piramida wieku hrabstwa

Hrabstwo Poweshiek – hrabstwo położone w USA w stanie Iowa z siedzibą w mieście Montezuma. Zgodnie ze spisem statystycznym z 2010 roku, hrabstwo liczyło 18914 mieszkańców.

## Geografia
Według United States Census Bureau hrabstwo zajmuje obszar 1.518 km², z czego 1.515 km² to ziemia a 3 km² (0,19%) to woda.
Sąsiaduje z 5 hrabstwami: Hrabstwo Jasper, Hrabstwo Keokuk, Hrabstwo Tama, Hrabstwo Iowa i Hrabstwo Mahaska.
Głównymi miastami tego hrabstwa są Barnes City, Brooklyn, Deep River, Grinnell, Guernsey, Hartwick, Malcom, Montezuma i Searsboro.